# Холодный Ключ (Мензелинский район)
Холодный Ключ — поселок в Мензелинском районе Татарстана. Входит в состав Старомазинского сельского поселения.

## География
Находится в восточной части Татарстана на расстоянии приблизительно 3 км на юг по прямой от районного центра города Мензелинск.

## История
Основан в 1932 году.

## Население
Постоянных жителей было: в 1938 году — 120, в 1958—260, в 1970—416, в 1979—365, в 1989—207, в 2002—184 (русские 70 %), 173 в 2010.